# Шлаковая (станция)
Шла́ковая — железнодорожная станция Кировского региона Горьковской железной дороги. Находится на железнодорожной ветке Яр — Лесная в посёлке городского типа Песковка Омутнинского района Кировской области России. Открыта в 1927 году.
Через станцию осуществляется прямое железнодорожное пассажирское сообщение посёлка Песковка с областным центром Кировом и посёлком Рудничным.
Используются локомотивы 2ТЭ10, ЧМЭ3.
Локомотивное депо станции Шлаковая обеспечивает пассажирское движение по всей ветке Яр — Верхнекамская. Ранее поезд ходил до посёлка Лесного, который находится севернее Рудничного, однако сильно изношенное железнодорожное полотно и отсутствие спроса пассажиров позволяет пускать лишь локомотив и один вагон.